# 蒋干 (十六国)
蒋幹（?—?），中国十六国冉魏政治人物。
永兴三年（352年）正月，刘显进攻常山，冉闵留下大将军蒋幹辅佐太子冉智守卫邺城，自己统率八千骑兵北征。后来冉闵被前燕俘虏。四月廿五日，慕容儁派慕容评、中尉侯龛率领精兵一万进攻邺城。蒋幹、冉智闭城固守，城外兵众全都投降了前燕。五月，邺中饥荒，人相食，原后赵宫人被残食殆尽。蒋幹派侍中缪嵩、詹事刘猗向东晋请降，向谢尚求救。谢尚派戴施据守枋头，戴施听说蒋幹派人求救，从仓垣移师到棘津，阻拦了蒋幹的使者，索要传国玺。刘猗让缪嵩返回邺城禀报蒋幹。蒋幹怀疑谢尚不能前来援救。犹豫不决。六月，戴施率一百勇士进入邺城，帮助守卫三台，骗蒋幹说：“如今燕寇陈兵城外，道路不通，传国玺不敢送走。你把它交给我，我迅速禀报天子。天子会多发兵粮救助你。”蒋幹认为他说得有理，就拿出传国玺交给了他。戴施暗地里怀揣传国玺送到了枋头。六月初六，蒋幹率领精兵五千人、晋兵出城战斗，被慕容评打败，被斩首四千多人，蒋幹逃回邺城。八月十三日，魏长水校尉马愿等人打开邺城城门，让前燕军队进入，戴施、蒋幹系着绳子从城墙上滑下来，逃奔到仓垣。